# Relaciones Ghana-Venezuela
Las relaciones Ghana-Venezuela se refieren a las relaciones internacionales que existen entre Ghana y Venezuela. Ambos países establecieron relaciones diplomáticas en 1965.

## Historia
Ghana y Venezuela establecieron relaciones diplomáticas en 1965. El año siguiente, en 1966, Venezuela dotaría personal diplomático en Ghana.
Entre el 16 y 18 de abril de 2012, el vicepresidente de la Comunidad Económica de Estados del África Occidental (CEDEAO), Toga McIntosh, realizó una visita oficial a Venezuela, durante la cual se reunió con la ministra de salud de Venezuela, María Eugenia Sader. Durante la visita se suscribió un memorándum de entendimiento entre Venezuela y la CEDEAO con la finalidad de conceder becas de posgrado a médicos provenientes de los Estados miembros de la CEDEAO para estudiar en Venezuela. En el acuerdo Venezuela se comprometió a otorgar tres becas por cada país miembro, incluyendo a Ghana.

## Misiones diplomáticas
- Ghana está acreditada ante Venezuela por su embajada en Brasilia, Brasil.
- Venezuela está acreditada ante Ghana por su embajada en Cotonú, Benín.[3]